# Диого Кошта
Диого Меирелеш да Кошта (европски португалски изговор: [diˈoɣu ˈkɔʃtɐ]; рођен 19. септембра 1999) је португалски професионални фудбалер који је капитен Порто у Примеира лиги (Прва лига Португала) и игра као на позицији голмана за репрезентацију Португала.
Прошао је све млађе категорије Порта и освојио Омладинску Лигу шампиона 2019. године. Из другог тима је у први промовисан 2019, када је у својој првој сезони освојио домаћи дуплу круну — Примеиру лигу и Куп Португалије. У стартну поставу је ушао 2021. године са 22 године и аутоматски је помогао Порту да освоји још једну дуплу круну и био уврштен у идеалан тим Примеира лиге за 2022. и 2023. годину.
Кошта је наступао за све млађе селекције Португала. Био је део селекције до 17 година која је освојила Европско првенство 2016, тима до 19 година који је освојио Европско првенство 2018, као и тима до 21 године који је завршио као вицешампион на Европском првенству 2021. За сениорску репрезентацију дебитовао је 2021. године, а представљао је Португалију на Светском првенству 2022. и Европском првенству 2024. године.
Рођен је у Ротристу, у кантону Аргау у Швајцарској, као дете португалских родитеља, Кошта се са 7 година преселио у Санту Тирсу након што је његов отац добио посао у локалној фабрици. У детињству је играо фудбал са својим рођаком Витором, а њихов идол био је легендарни голман Порта Виктор Баиа. Фудбал је почео да тренира у локалној академији AMCH Ringe, а касније је повремено тренирао са Бенфиком, при чему је био интегрисан у један од њихових филијалних клубова у Повои де Лањозу, где је провео две године и истакао се заједно са будућим саиграчем из репрезентације, Витињом. У фудбалску академију ФК Порто прешао је 2011. године, уз сагласност својих родитеља.

## Успеси

### Клупски
Порто (млади тим)
- УЕФА Лига младих (1) : 2018/19.

Порто
- Првенство Португала (2) : 2019/20, 2021/22.
- Куп Португала (4) : 2019/20, 2021/22, 2022/23, 2023/24.
- Лига куп Португала (1) : 2022/23.
- Суперкуп Португала (3) : 2020, 2022, 2024.

### Репрезентативни
Португал до 17
- Европско првенство до 17 (1) : 2016.

Португал до 19
- Европско првенство до 19 (1) : 2018. (финале 2017).

Португал до 21
- Европско првенство до 21 : финале 2021.

Португал
- УЕФА Лига нација (1) : 2024/25.